# Tranquility

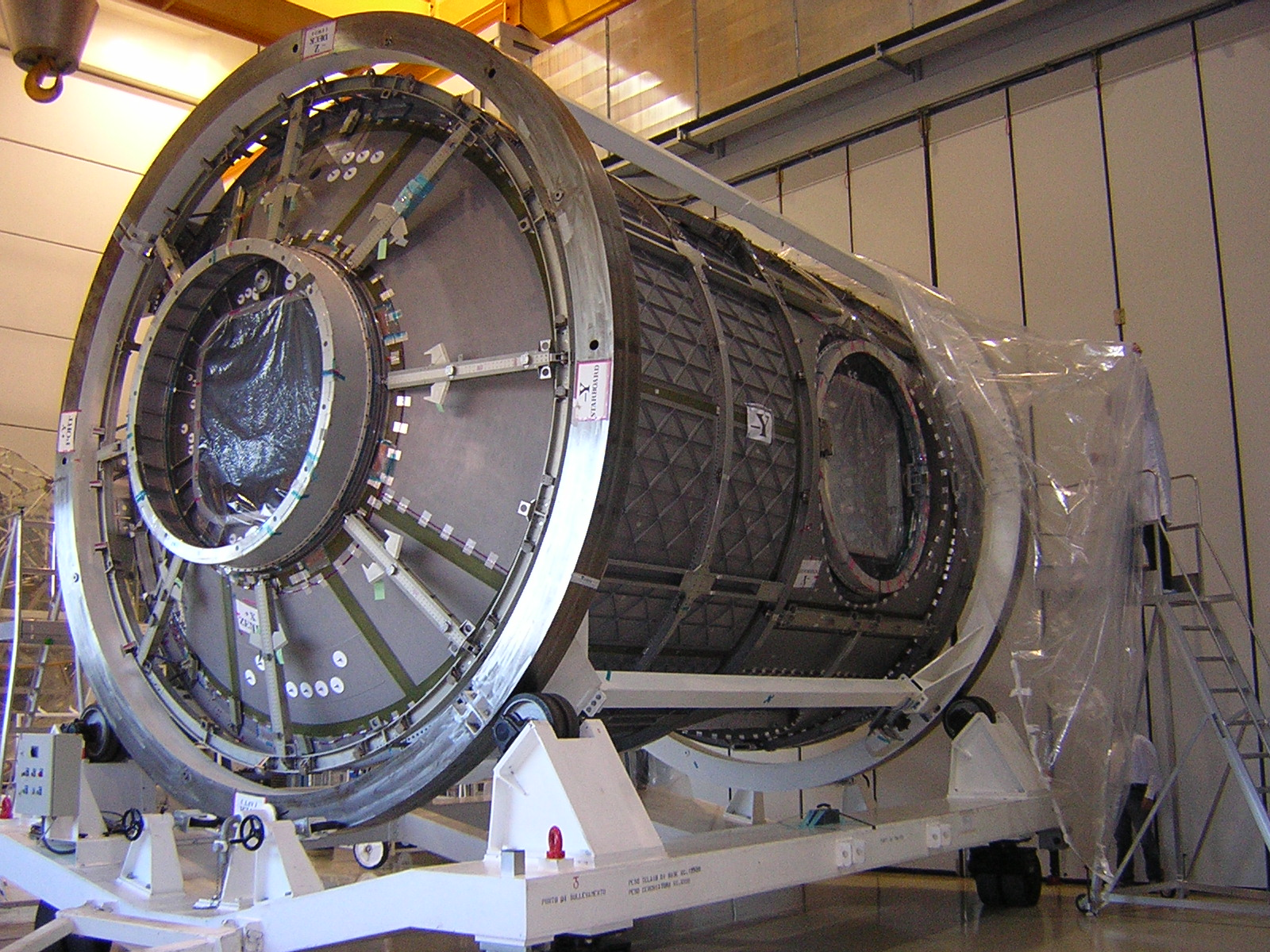
Node 3

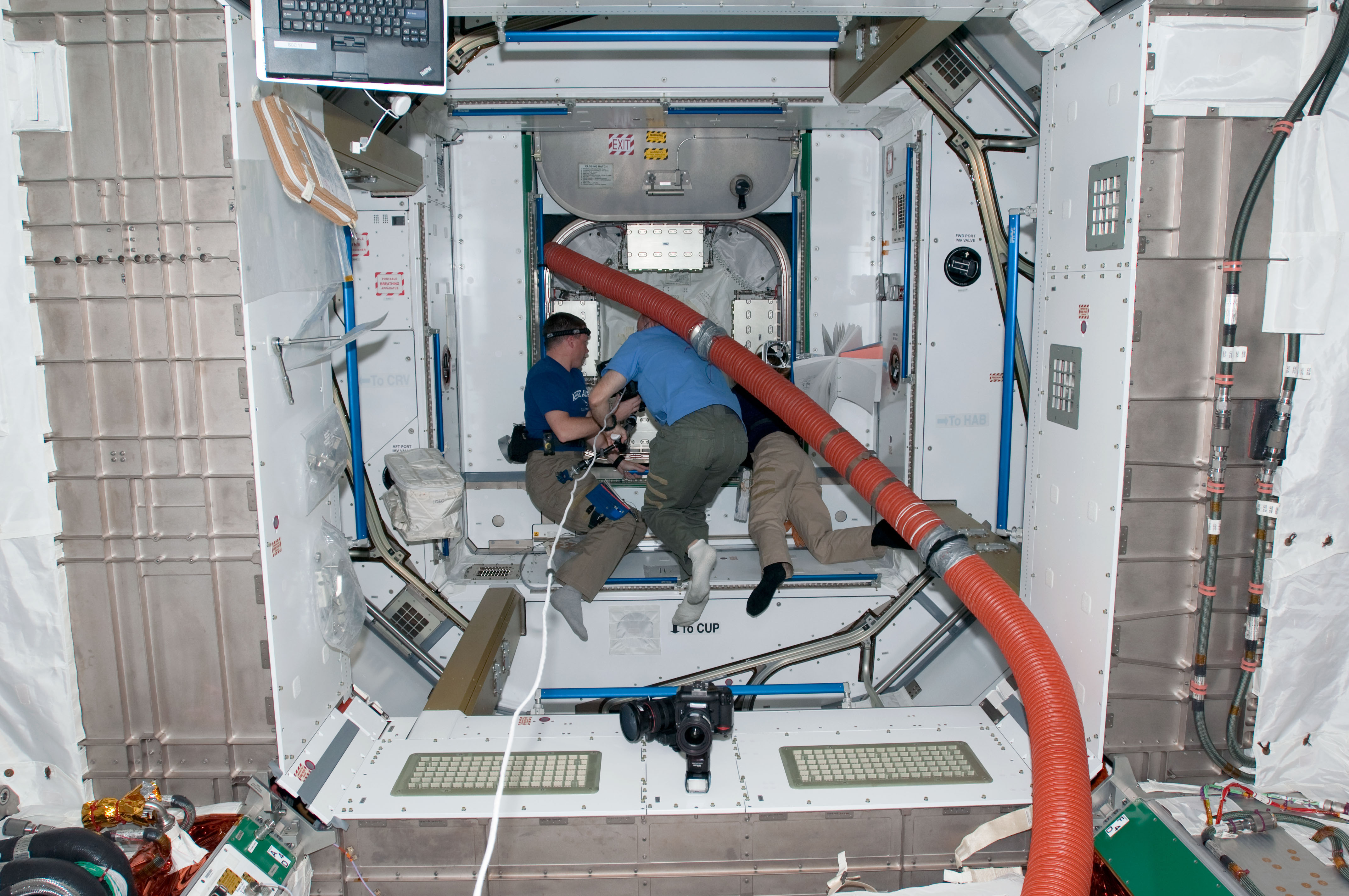
Wnętrze modułu Node 3

Tranquility (Node 3) – ostatni z planowanych modułów połączeniowych Międzynarodowej Stacji Kosmicznej (ISS), który podobnie jak bliźniacze Node 1 (Unity) i Node 2 (Harmony), pełni rolę korytarza pomiędzy poszczególnymi członami stacji.
Moduł został zbudowany dla NASA przez Thales Alenia Space w Turynie na podstawie umowy z Europejską Agencją Kosmiczną. Budowa Node 3 rozpoczęła się w 2006 r., a zakończenie budowy planowane było na maj 2008 r. Moduł został dostarczony do Centrum Kosmicznego imienia Johna F. Kennedy’ego w maju 2009 roku na pokładzie samolotu Airbus Beluga. Do ISS został dołączony w lutym 2010 roku wraz z modułem Cupola za pomocą promu Endeavour podczas misji STS-130.
Początkowe plany przedstawiały Node 3 jako niemal identyczny (w porównaniu do Node 1 i Node 2) moduł, jednak później zdecydowano, że Node 3 ma częściowo zastąpić skreślony Transhab. W ramach nowego projektu na pokładzie znajdowałoby się wiele urządzeń, które oryginalnie miał zawierać Transhab, a zatem: chłodziarko-zamrażarka, ruchoma bieżnia, kuchnia, magazyn, zbiorniki na wodę, toaleta (Waste and Hygiene Compartment) oraz specjalne pomieszczenia na odzież, lekarstwa i żywność. Oprócz tego na pokładzie modułu znajduje się system odnowy atmosfery stacji, usuwający zanieczyszczenia z powietrza i monitorujący/kontrolujący zawartość atmosfery oraz nowoczesny system podtrzymywania życia (odzyskiwanie zużytej wody, produkcja tlenu).
Do modułu dołączony został moduł obserwacyjny Cupola (we wnętrzu którego umieszczone zostanie stanowisko sterowania manipulatorem Canadarm2 – Robotic Work Station). Anulowany moduł mieszkaniowy także miał być przyłączony do Node 3.

## Dane techniczne
- Długość: 6,7 m
- Średnica: 4,5 m
- Masa: 15 500 kg